# Family Affairs
Family Affairs (en español: Asuntos Familiares), fue un programa de la televisión británica transmitida del 30 de marzo de 1997 hasta el 30 de diciembre de 2005 a través de la cadena Channel 5. 
La serie contó con la participación invitada de actores como: Idris Elba, Rosie Day, Steve Toussaint, Laila Rouass, Tristan Gemmill, Peter Stringfellow, entre otros...
El 2 de agosto de 2005 la cadena Channel 5 anunció que no renovarían la serie 2005, la producción dejó de trabajar el 4 de noviembre del mismo año y su último episodio fue transmitido el 30 de diciembre del 2005.

## Historia
Originalmente la serie se centró en las familias Hart y Gates, y algunos de sus amigos y asociados más cercanos que vivían en el suburbio ficticio de Charnham en Londres. 
La familia Hart consistía de los padres Chris y Annie, y sus cuatro hijos: Duncan (quien era un don Juan), su gemela Holly (aprendiz de abogado y que pronto se da cuenta de que le gustan las mujeres), la oficial de policía Melanie y el estudiante Jamie. Después de perder a su esposa, Sally, el padre de Chris, Angus se mudó con la familia Hart. Los padres de Annie, quienes vivían cerca eran los conservadores Jack y Elsa Gates.
Otros personajes originales fueron: Nick Trip, el compañero de negocio de construcción de Chris, así como Claire Toomey, la mejor amiga de Melanie, Maria Callan, la mejor amiga de Annie obsesionada con bebés, y Tim Webster y Roy Farmer, los amigos de tragos de Duncan.
Más tarde en 1997 a la serie se les unió, el villano Pete Callan, el exesposo de Maria quien pronto se convirtió en un personaje destacado. En algún momento Pete se casa con Claire, quien a su vez había sido abandonada por Duncan luego de dar a luz a sus gemelos, Ewan y Stella Hart. También llegan Liam, el problemático hijo adolescente de Nick que pronto se ve envuelto en un robo en las oficinas de correos, los ruidosos vecinos Bill Cockerill y su esposa Samantha, la abogada Pamela Hargreaves, quien inicia una relación con Nick y la descarada bisexual Susie Ross, quien comienza una relación con Duncan y su hermana gemela, Holly.

## Personajes[2][3][4]

### Personajes principales
| Actor          | Personaje                    | Ocupación                  | Episodios | Duración  | Estado | Causa                                                  |
| -------------- | ---------------------------- | -------------------------- | --------- | --------- | ------ | ------------------------------------------------------ |
| Ebony Thomas   | Yasmin McHugh                | Cosmetóloga                | 205       | 1999-2005 | Viva   | -                                                      |
| Nicola Duffett | Catriona "Cat" Webb          | Gánster                    | 199       | 1999-2005 | Viva   | -                                                      |
| David Easter   | Peter "Pete" Callan          | Dueño del Pub "Black Swan" | 185       | 1997-2005 | Muerto | Murió a tiros durante un enfrentamiento con la policía |
| Barbara Young  | Sadie Hargreaves             | Retirada                   | 143       | 1998-2005 | Viva   | Se mudó a Birmingham con Teresa y Pamela               |
| Rosie Rowell   | Eileen Day-Callan            | -                          | 111       | 2002-2005 | Viva   | Se fue de Charnham y se mudó a Chigwell                |
| Kazia Pelka    | Chrissy Maxwell-Costello     | -                          | 101       | 2003-2005 | Viva   | Se fue de Charnham y se mudó a Chigwell                |
| Julie Smith    | Lucy Day                     | -                          | 91        | 2002-2005 | Viva   | Se fue de Charnham y se mudó a Chigwell                |
| Gary Webster   | Gary Costello                | Desempleado                | 80        | 2003-2005 | Vivo   | Se fue de Charnham y se mudó a Chigwell                |
| Richard Hawley | David "Dave" Matthews        | Taxista                    | 72        | 1998-2005 | Vivo   | Se mudó a Escocia con Jake                             |
| Gareth Hale    | Douglas "Doug" MacKenzie     | Constructor                | 70        | 2003-2005 | Vivo   | -                                                      |
| Ryan Davenport | Justin MacKenzie             | -                          | 67        | 2003-2005 | -      | -                                                      |
| Kate Williams  | Myra Costello                | -                          | 64        | 2003-2005 | Viva   | -                                                      |
| Jan Harvey     | Babs Woods                   | -                          | 63        | 2003-2005 | Viva   | -                                                      |
| Leah Coombes   | Chloe Costello               | -                          | 62        | 2003-2005 | Viva   | -                                                      |
| Robyn Page     | Katie Williams               | -                          | 56        | 2004-2005 | Viva   | -                                                      |
| Florence Hoath | Georgina "George" Fitzgerald | -                          | 50        | 2005      | -      | -                                                      |
| Diana Wilson   | Kelly Boulter                | Estudiante                 | 34        | 2003-2005 | Viva   | Se fue de Charnham y se mudó con su hija Susie         |

### Personajes recurrentes
| Actor                             | Personaje                | Ocupación        | Episodios | Duración        | Estado | Causa                                                     |
| --------------------------------- | ------------------------ | ---------------- | --------- | --------------- | ------ | --------------------------------------------------------- |
| Carol Starks                      | Tanya Woods              | Enfermera        | 48        | 2003-2005       | Viva   | Se fue de Charnham y se mudó a Fiji con Conrad            |
| Sam Barriscale                    | Sean Steel               | -                | 45        | 2003-2005       | Muerto | Murió en Año Nuevo luego de ser acuchillado               |
| Andrew Hinton-Brown               | Hector Price             | -                | 44        | 2005            | -      | -                                                         |
| Perdita Avery                     | Meredith Lovechild       | Enfermera        | 42        | 2005            | Viva   | Se fue de Charnham                                        |
| Rebecca Hunter                    | Melanie "Mel" Costello   | Desempleada      | 41        | 2003-2005       | Viva   | -                                                         |
| Seb Castang                       | Jake Walker              | -                | 36        | 2003, 2004-2005 | Vivo   | Se mudó a Escocia con Dave                                |
| Rachel O'Meara                    | Diana Wilson             | -                | 34        | 2001-2005       | -      | -                                                         |
| Zara Dawson                       | Eve O'Brien              | -                | 33        | 2005            | -      | -                                                         |
| Hosh Kane                         | Sami Shafiq              | -                | 30        | 2005            | Vivo   | Se fue de Charnham para viajar con Brett a Melbourne      |
| Clare Perkins                     | Denise Boulter           | Dueño del Café   | 30        | 2003-2005       | Viva   | Se fue de Charnham luego de descubrir que Les la engañaba |
| Spencer McLaren                   | Brett Owen               | -                | 29        | 2005            | -      | -                                                         |
| Graham Bryan Michael Wildman      | Marc MacKenzie           | Dueño del Cafe   | 28 38     | 2005 2003-2004  | -      | -                                                         |
| Katy Edwards                      | Coral Wilding            | -                | 24        | 2005            | Viva   | -                                                         |
| Richard Frame                     | Damian Harrison          | Reverendo        | 24        | 2005            | -      | -                                                         |
| Felix Scott                       | Nathan Fletcher          | -                | 23        | 2005            | -      | -                                                         |
| Simon Merrells                    | Conrad Williams          | -                | 22        | 2004-2005       | Vivo   | Se fue de Charnham y se mudó a Fiji con Tanya             |
| Adam Rhys Dee                     | Ben Williams             | Constructor      | 21        | 2005            | Vivo   | -                                                         |
| Caroline O'Neill Sandy Hendrickse | Pamela Hargreaves-Trip   | Abogada          | 20 -      | 2005 1997       | Viva   | Se mudó a Birmingham con Teresa y Sadie                   |
| Daniel Hyde                       | Jason Wilding            | -                | 20        | 2005            | Vivo   | -                                                         |
| Howard Saddler                    | Lester "Les" Boulter     | exdueño del Café | 18        | 2003-2005       | Vivo   | Se fue de Charnham y se mudó a Liverpool                  |
| Gabrielle Glaister                | Patricia "Trish" Wallace | -                | 17        | 2004-2005       | Viva   | Fue arrestada                                             |
| Jake McCarthy                     | Alex Williams            | -                | 16        | 2004-2005       | Vivo   | Se mudó con su madre Ella y su hermana Ania a Los Ángeles |
| John Hopkins                      | Rex Randall              |                  | 15        | 2005            | -      | -                                                         |
| Catherine Kanter                  | Hester Randall           | -                | 11        | 2005            | -      | -                                                         |
| Lizzie Gwillim                    | Ania Williams            | -                | 8         | 2004-2005       | Viva   | Se mudó con su madre Ella y su hermano Alex a Los Ángeles |
| Alex Hardy                        | Oliver "Olly" Taylor     | Constructor      | 7         | 2004-2005       | -      | -                                                         |
| Heather Chasen                    | Madge Bennett            | -                | 5         | 2005            | -      | -                                                         |
| Marcus D'Amico                    | Max Lawson               | -                | 3         | 2005            | -      | -                                                         |
| Lee Warburton                     | Graham Harker            | Taxista          | -         | 2005            | Vivo   | Arrestado por sus crímenes                                |
| Kim Taylforth                     | Sharon Ingram            | -                | -         | 2004-2005       | -      | -                                                         |
| Cat Simmons                       | Scarlett Anderson        | -                | -         | 2005            | -      | -                                                         |

### Antiguos personajes principales
| Actor                           | Personaje           | Ocupación           | Episodios | Duración        | Estado | Causa                                                          |
| ------------------------------- | ------------------- | ------------------- | --------- | --------------- | ------ | -------------------------------------------------------------- |
| Miles Petit                     | Roy Farmer          | Dueño del Cybercafe | 136       | 1997-2003       | Muerto | Murió en un incendio provocado en su negocio                   |
| Anna Acton                      | Geri Evans          | -                   | 134       | 2002-2004       | Viva   | -                                                              |
| Rebecca Blake                   | Nikki Ellis-Farmer  | -                   | 128       | 2000-2004       | Viva   | Se fue de Charnham luego de la muerte de Roy                   |
| Tanya Franks                    | Karen Webb-Ellis    | Camarera            | 123       | 2000-2003       | Viva   | Se fue de Charnham y se mudó a España con Matt                 |
| Ian Cullen                      | Angus Hart          | -                   | 109       | 1997-1999       | Muerto | Murió en un accidente en bote                                  |
| Rupert Hill                     | Cameron Davenport   | Entrenador          | 106       | 2002-2004       | Vivo   | Se fue de Charnham y se mudó a Francia con Lewis               |
| Jonathan Dow                    | Jim Webb            | Mecánico            | 103       | 2001-2003       | Vivo   | Se mudó a España con Karen, Matt y Grace                       |
| Matthew Jay Lewis               | Matt Ellis          | Mecánico            | 100       | 2001-2003       | Vivo   | Se fue de Charnham y se mudó a España con Karen                |
| Jemma Walker                    | Siobhan Jones       | -                   | 94        | 1998, 1999-2002 | Viva   | Se fue de Charnham                                             |
| Sam Stockman                    | Lewis Davenport     | Estudiante          | 86        | 2002-2004       | Vivo   | Se fue de Charnham y se mudó a Francia con Cameron             |
| Tina Hall                       | Claire Toomey       | -                   | 86        | 1997-2002       | Viva   | Se fue de Charnham                                             |
| Chandra Ruegg                   | Becky Scott         | Estudiante          | 86        | 2000-2003       | Viva   | Se fue de Charnham luego de la muerte de Roy                   |
| Belinda Sinclair                | Fern Farmer         | Cáterin             | 85        | 1999-2003       | Muerta | Murió luego de ser atropellada por Jake Walker                 |
| Nicky Talacko                   | Kelly Hurst         | -                   | 84        | 2001-2002       | Muerta | Se cayó de las escaleras durante una pelea con Matt            |
| Brian Cowan                     | Robert Davenport    | Cáterin             | 81        | 2002-2003       | Muerto | Murió luego de ser atropellado por Jake Walker                 |
| Angela Hazeldine                | Gemma Craig         | -                   | 78        | 1999-2003       | -      | -                                                              |
| Joanna Foster                   | Ginny Davenport     | -                   | 73        | 2002-2003       | -      |                                                                |
| Sammy Glenn                     | Jessica Davenport   | -                   | 71        | 2002-2003       | -      |                                                                |
| Stephen Yardley                 | Vince Farmer        | -                   | 68        | 1999, 2000-2003 | Vivo   | Se mudó a Francia                                              |
| Daniel Jackson                  | Jude Davenport      | -                   | 67        | 2003            | -      |                                                                |
| Martin Delaney                  | Paul Webb           | -                   | 56        | 2001-2002       | -      | -                                                              |
| Ike Hamilton Joe Fox            | Darren Scott        | -                   | 55 4      | 2001-2003 2000  | Vivo   | Se fue de Charnham luego de la muerte de Roy                   |
| Roger Davies                    | Ziggy Pascal        | -                   | 53        | 2001-2002       | -      | -                                                              |
| Doña Croll                      | Pearl McHugh        | -                   | 50        | 1999-2002       | -      | -                                                              |
| Leanne Lakey                    | Charlotte Day       | Camarera            | 49        | 2002            | Viva   | Se fue de Charnham con Johnny                                  |
| Royce Cronin                    | Luke Warrington     | Mesero              | 37        | 2000-2002       | Vivo   | Se fue de Charnham                                             |
| Liz Crowther                    | Annie Gates-Hart    | -                   | 34        | 1997-1999       | Muerta | Murió en un accidente en bote                                  |
| Junior Laniyan Mark McLean      | Benji McHugh        | DJ                  | 12 33     | 1999-2001 2003  | Vivo   | Se fue de Charnham                                             |
| Roger Griffiths                 | Gabriel Drummond    | -                   | 28        | 2002-2003       | Vivo   | Huyó luego de involucrarse en una estafa de coche              |
| Ian Ashpitel                    | Chris Hart          | -                   | 17        | 1997-1999       | Muerto | Murió en un accidente en bote                                  |
| Terry Burns                     | Josh Matthews       | Barman              | 16        | 1998-2000       | Muerto | Asesinado por Pete luego de golpearlo con un candelero         |
| Sandra Huggett                  | Holly Hart          | Aprendiz de Abogado | 13        | 1997-1999       | Muerta | Murió en un accidente en bote                                  |
| Iain Fletcher                   | Johnny Palmer       | -                   | 13        | 2002            | Vivo   | Se fue de Charnham con Charlotte                               |
| Rocky Marshall Jonathan Wrather | Duncan Hart         | -                   | 12 2      | 1997-1998 2000  | Vivo   | Se mudó                                                        |
| Barry McCormick                 | Nick Trip           | -                   | 11        | 1997-1999       | Vivo   | Se fue de la ciudad                                            |
| Joanna Wake                     | Gloria Hurst        | -                   | 11        | 2001-2002       | -      | -                                                              |
| Ariyon Bakare                   | Adrian Scott        | -                   | 10        | 2000-2001       | -      | -                                                              |
| Jean Heywood                    | Sally Hart          | -                   | 9         | 1997            | Muerta | Murió luego de ahogarse en el canal                            |
| Cordelia Bugeja                 | Melanie Hart-Farmer | Oficial de Policía  | 8         | 1997            | Muerta | Murió en un accidente en bote el día de su boda                |
| Kenneth Farrington              | Jack Gates          | -                   | 7         | 1997-1998       | Muerto | Se suicidó con gas luego de matar a su esposa Elsa             |
| Delena Kidd                     | Elsa Gates          | -                   | 6         | 1997-1998       | Muerta | Asfixiada por su esposo Jack con una almohada                  |
| Michael Cole                    | Jamie Hart          | Estudiante          | 5         | 1997, 1999      | Muerto | Murió en un accidente en bote                                  |
| Asier Cebeira                   | Arlo Dean           | -                   | 5         | 2000            | -      | -                                                              |
| Steve Toussaint                 | Caleb Andrews       | Cocinero            | 3         | 2004            | Vivo   | Se fue por miedo a la reacción de Pete luego de besar a Eileen |
| Neil Roberts                    | Gavin Arnold        | -                   | 1         | 2001            | -      | -                                                              |
| Stephen Hoyle                   | Liam Trip           | -                   | -         | 1997-1999       | Vivo   | Se fue de Charnham                                             |

### Antiguos personajes recurrentes
| Actor            | Personaje                | Ocupación                | Episodios | Duración  | Estado | Causa                                                            |
| ---------------- | ------------------------ | ------------------------ | --------- | --------- | ------ | ---------------------------------------------------------------- |
| Cathy Murphy     | Cheryl Barker            | Detective                | 22        | 2003-2004 | -      | -                                                                |
| Steven Burrell   | Brendan Boulter          | -                        | 21        | 2003-2004 | -      | -                                                                |
| Leon Ockenden    | Sam Taylor               | Barman                   | 20        | 2004      | Vivo   | Se fue de Charnham y regresó a Portsmouth                        |
| Ginny Holder     | Rosa Marshall            | -                        | 20        | 2002      | -      | -                                                                |
| Annie Miles      | Maria Simons             | Detective                | 20        | 1997-2000 | Viva   | Se fue de Charnham con el bebé que le pagó Pete                  |
| Peter England    | Ben Galloway             | -                        | 18        | 2002-2003 | Vivo   | Se mudó con Chris a Brixton                                      |
| Tony O'Callaghan | Michael "Mike" Shaw      | -                        | 17        | 2003-2004 | Muerto | Se golpeó la cabeza cuando Lucy lo empujó para proteger a Eileen |
| Quentin Jones    | Declan Byrne             | -                        | 16        | 1999-2001 | -      | -                                                                |
| Gemma Wardle     | Chris Jacobs             | -                        | 16        | 2002-2003 | Viva   | Se mudó con Ben a Brixton                                        |
| Roger Sloman     | William "Bill" Cockerill | -                        | 9         | 1997      | -      | -                                                                |
| Huw Bevan        | Clive Starr              | Presentador              | 9         | 1999-2001 | Vivo   | Se fue de Charnham                                               |
| Tina Landini     | Susie Ross               | Empleada del "Lock"      | 8         | 1997-1999 | -      | -                                                                |
| Simon Cook       | Andrew Warrington        | Doctor                   | 7         | 2000-2001 | Vivo   | Se mudó a Gales luego de descubrir la infidelidad de Nikki       |
| Idris Elba       | Tim Webster              | -                        | 7         | 1997      | Vivo   | Se fue de Charnham                                               |
| Beth Cordingly   | Sara Warrington          | -                        | 6         | 2000-2001 | Viva   | Se mudó a Gales con Andrew                                       |
| Pooky Quesnel    | Diane Short              | -                        | 6         | 2001-2002 | -      | -                                                                |
| Emma Linley      | Gabby Johnson            | Estudiante               | 5         | 1999-2000 | -      | -                                                                |
| Chloe Howman     | Julie-Ann Jones          | Artista                  | 4         | 1999-2000 | Viva   | Se fue de Charnham                                               |
| Darren Saul      | Deke Pascal              | Músico                   | 4         | 2001-2002 | Vivo   | Se fue de Charnham al descubrir la aventura de Yasmin y Ziggy    |
| Harry Capehorn   | Bradley Foster           | -                        | 3         | 2004-2005 | Vivo   | Se fue de Charnham                                               |
| Glen Mulhern     | Conor Byrne              | -                        | 3         | 2000      | -      | -                                                                |
| Juliet Cowan     | Polly Arnold             | -                        | 3         | 2001      | -      | -                                                                |
| Roman Marek      | Alex Renshaw             |                          | 3         | 2001-2002 | -      | -                                                                |
| Janice McKenzie  | Helen Cooper-Hart        | -                        | 2         | 1997      | Muerta | Sufrió un ataque al corazón al estar en un accidente de auto     |
| Laila Rouass     | Tanya Ayuba              | Doctora                  | 2         | 2001      | -      | -                                                                |
| Doreen Ingleton  | Dusty McHugh             | Dueña de "Dusty's Store" | 2         | 1999      | Muerta | Murió en un accidente de auto en Jamaica                         |
| Alison Newman    | Linda Renshaw            | -                        | 1         | 2001      | -      | -                                                                |
| -                | Samuel "Sam" Hart        | -                        | -         | 1998-1999 | Muerto | Murió en un accidente en bote                                    |
| Valentine Pelka  | Simon Thornton           | -                        | -         | 1997      | Muerto | Fue golpeado en la cabeza por Pamela en defensa propia           |
| Martha Cope      | Anna Gregory             | -                        | -         | 2002      | -      | -                                                                |
| Tony Booth       | Barry Hurst              | -                        | -         | 2001      | -      | -                                                                |
| Georgia Mitchell | Penny Gwyn               | -                        | -         | 1999      | -      | -                                                                |
| Miles Anderson   | George Shackleford       | -                        | -         | 2001-2002 | -      | -                                                                |
| Vince Leigh      | Adam Sheldrake           | Oficial de Policía       | -         | 1999-2000 | -      | Se fue de Charnham                                               |
| Margi Clarke     | Joan Shackleford-Short   | -                        | -         | 2001-2002 | -      | -                                                                |
| Tom Healy        | Tom Shackleford          | -                        | -         | 2001-2002 | -      | -                                                                |
| Nick Stringer    | Max Derwin               | -                        | -         | 1999      | Muerto | Sufrió un ataque al corazón durante una discusión con Arlo       |
| Kay Adshead      | Barbara Fletcher         | -                        | -         | 1997-1999 | -      | -                                                                |
| Andrew McKay     | Daniel Renshaw           | -                        | -         | 2001-2002 | -      | -                                                                |
| Clare Byam-Shaw  | Luisa Warrington         | -                        | -         | 2000      | -      | -                                                                |
| David Verrey     | Dudley Starr             | Chef del "Lock"          | -         | 1999      | -      | -                                                                |
| Kayvan Novak     | Amir Sadati              | -                        | -         | 2002      | Vivo   | Se fue de Charnham luego de ser descubierto robando              |
| James Gaddas     | David Cash               | Abogado                  | -         | -         | -      | -                                                                |
| Tessa Wyatt      | Samantha Cockerill       | -                        | -         | -         | -      | -                                                                |

## Locaciones
Las escenas fueron filmadas principalmente en casas suburbanas modernas de clase media y en amplios apartamentos. Los extensos parques y zonas boscosas de Charnham Common también fueron visitados con frecuencia por los personajes.
- Charnham.
- The Lock - es el moderno y elegante restaurante y principal lugar de encuentro de los personajes. The Lock se encuentra en el pintoresco distrito marítimo de Charnham.

## Premios y nominaciones
La serie recibió 2 premios y obtuvo 41 nominaciones.
| Año  | Categoría           | Premio             | Nominados    | Resultado |
| ---- | ------------------- | ------------------ | ------------ | --------- |
| 2003 | Best Actress        | British Soap Award | Tanya Franks | Nominada  |
| 2003 | Sexiest Male        | British Soap Award | David Easter | Nominado  |
| 2002 | Villain of the Year | British Soap Award | David Easter | Nominado  |
| 2002 | Best Actress        | British Soap Award | Tanya Franks | Nominada  |

## Producción
La serie contó con varios directores, entre ellos: Mervyn Cumming, Laurence Wilson, Penelope Shales, Mathias Julin, Stephen Moore, Ed Fraiman, Geoff Feld, Jeff Naylor, Robert Gabriel, Ged Maguire, Lesley Pinder, Caroline Jeffries, Chris Lovett, Richard Platt, Miles Petit, Bob Tomson, Mike Adams, Jamie Annett, Dominic Keavey, Nicholas Prosser, Stewart Edwards, Darrol Blake, Karl Neilson, Peter Rose, Henry Foster, Steve Goldie, Michael Owen Morris, Emma Bridgeman-Williams, Mickey Jones, Alan Coleman, Chris Kelly, Dez McCarthy, Mark Sendell.
Contó con varios escritores, como Philip Gerard, Bridget Colgan, Mark Hiser, Annie Wood, Paula Webb, David Gittins, Chris Dunn, Vivien Adam, Steve Hughes, Paul Mousley, Martin Day, Polly Eden, Tom Higgins, James Doherty, Amy Van Der Werve, entre otros...
Fue producida por Morag Bain, Angus Towler, Bridget Goodman, Nicky Richardson, Liz Lake, Alison Davis, Stephen Moore, Andrea Sapsford, Mike Hudson, Kirstie MacDonald, Susan Breen y Vivien Adam, en apoyo con los productores ejecutivos Johnathan Young, Paul Marquess, Mal Young, Corinne Hollingworth, Brian Park y Ann McManus. Junto a los productores asociados Diane Culverhouse, Steven Ross, Kit Williams y David Harvey, los productores de línea Lesley Cruickshank, los productores de la historia Dominic Treadwell-Collins y Johann Knobel, y los productores de la serie Sean O'Connor y Jane Harris.
La cinematografía estuvo a cargo de Ingrid Domeij y Gareth Hughes, mientras que la edición fue realizada por Nigel Cattle, Daryl Jordan, Chris Kelly, Christopher Kelly, Adam Masters, Hugo Middleton y Folasade Oyeleye.
La serie fue filmada en Londres, Merton, Putney y en Wimbledon, Inglaterra, Reino Unido. Así como en los estudios Merton Studios - 1 Deer Park Road, Merton.